# Kanton Boulogne-sur-Mer-Sud
Kanton Boulogne-sur-Mer-Sud (francouzsky Canton de Boulogne-sur-Mer-Sud) byl francouzský kanton v departementu Pas-de-Calais v regionu Nord-Pas-de-Calais. Tvořilo ho pět obcí. Zrušen byl po reformě kantonů 2014.

## Obce kantonu
- Baincthun
- Boulogne-sur-Mer (jižní část)
- Echinghen
- La Capelle-lès-Boulogne
- Saint-Martin-Boulogne